# Јамајка на Летњим олимпијским играма 2016.
Јамајка је учествовала на Летњим олимпијским играма 2016. које су одржане у Рио де Жанеиру у Бразилу од 5. до 21. августа 2016. године. Олимпијски комитет Јамајке послао је 56 квалификованих спортиста у четири спорта. Освојено је једанаест медаља од тога шест златних. Све медаље освојене су у атлетици.

## Освајачи медаља

### Злато
- Елејн Томпсон — Атлетика, 100 м
- Јусејн Болт — Атлетика, 100 м
- Омар Маклауд — Атлетика, 110 м препоне
- Елејн Томпсон — Атлетика, 200 м
- Јусејн Болт — Атлетика, 200 м
- Асафа Пауел, Јохан Блејк, Никел Ашмид, Јусејн Болт (Кемар Бејли-Коул, Џевон Минзи у квалификацијама) — Атлетика, 4х100 м штафета

### Сребро
- Кристанија Вилијамс, Елејн Томпсон, Вероника Кембел-Браун, Шели-Ен Фрејзер-Прајс (Симона Фејси, Сашали Форбс у квалификацијама) — Атлетика, 4х100 м штафета
- Стефени Eн Макферсон, Аниша Маклафлин-Вилби, Шерика Џексон, Новлен Вилијамс-Милс (Кристин Деј, Крисан Гордон у квалификацијама) — Атлетика, 4х400 м штафета
- Питер Метјуз, Нејтон Ален, Фицрој Данкли, Џејвон Франсис (Рашин Макдоналд у квалификацијама) — Атлетика, 4х400 м штафета

### Бронза
- Шели-Ен Фрејзер-Прајс — Атлетика, 100 м
- Шерика Џексон — Атлетика, 400 м

## Учесници по спортовима
| Спорт          | Мушкарци | Жене | Укупно |
| -------------- | -------- | ---- | ------ |
| Атлетика       | 23       | 29   | 52     |
| Гимнастика     | 0        | 1    | 1      |
| Пливање        | 1        | 1    | 2      |
| Скокови у воду | 1        | 0    | 1      |
| 4 спорта       | 25       | 31   | 56     |